# Dispatches
Dispatches é um livro de novo jornalismo escrito por Michael Herr, que descreve as experiências do autor no Vietnã como correspondente de guerra para a revista Esquire. Publicado pela primeira vez em 1977, Dispatches foi uma das primeiras obras da literatura americana que permitiu aos americanos compreender as experiências de soldados na Guerra do Vietnã. Numa altura em que muitos veteranos diriam pouco sobre suas experiências durante a guerra, Dispatches permitiu uma experiência e compreensão da guerra como nenhuma outra fonte até o momento. O livro é conhecido por um estilo literário visceral, que o distingue de relatos históricos mais mundanos e cronológicos.
Destaques no livro são os correspondentes de guerra companheiros Sean Flynn, Dana Stone e Dale Dye, e o fotojornalista Tim Page. O livro foi reeditado em 2009 pela Biblioteca de Everyman como um clássico contemporâneo.

## Recepção
John le Carré descreveu a obra como "o melhor livro que já li sobre a guerra e os homens do nosso tempo", e é destaque na seção de jornalismo das 100 maiores listas de livros de não-ficção do The Guardian em 2011.

## Em roteiros
Vários dos compostos de soldados de personagens fictícios mencionados no livro foram usados como base para personagens nos filmes Apocalypse Now e Full Metal Jacket.